# Hajde da ludujemo (pjesma)
„Hajde da ludujemo” pjesma je hrvatske pjevačice Tajči, objavljena 1990. godine na istoimenu albumu. Pjesma je Tajči donijela popularnost na području SFR Jugoslavije. 
Pjesmu su napisali Zrinko Tutić i Alka Vuica. Prateće vokale pjeva Milana Vlaović.
Tajči je pjesmom predstavljala tadašnju Jugoslaviju na Pjesmi Eurovizije u Zagrebu 1990. godine. Pjesmu je izvela petnaesta po redu, nakon Francuskinje Joëlle Ursull koja je izvodila pjesmu „White and Black Blues”, i prije Portugalke Nuche koja je izvodila pjesmu „Há sempre alguém”. Dobila je 81 bod, osvajajući tako sedmo mjesto od 22 države. Na sljedećoj Pjesmi Eurovizije 1991. godine, tadašnju Jugoslaviju predstavljala je Bebi Dol s pjesmom „Brazil”.
Pjesmom je također pobijedila na Jugoviziji u Zadru 1990. godine.